# ITF Biarritz
Das ITF Biarritz (offiziell: Engie Open Biarritz, früher Open GDF Suez de Biarritz) ist ein Tennisturnier des ITF Women’s Circuit, das in Biarritz, Frankreich ausgetragen wird.

## Siegerliste

### Einzel
| Jahr                    | Siegerin              | Finalgegnerin                       | Ergebnis       |
| ----------------------- | --------------------- | ----------------------------------- | -------------- |
| ↓ Kategorie: $25.000 ↓  |                       |                                     |                |
| 2003                    | Zuzana Ondrášková     | Natalia Gussoni                     | 6:0, 6:3       |
| 2004                    | Bahia Mouhtassine     | Laura Pous Tió                      | 6:4, 7:64      |
| 2005                    | Martina Müller        | Timea Bacsinszky                    | 4:6, 7:62, 6:2 |
| 2006                    | Stéphanie Cohen-Aloro | Mădălina Gojnea                     | 6:71, 6:4, 6:4 |
| 2007                    | Pauline Parmentier    | Selima Sfar                         | 6:2, 6:4       |
| 2008                    | Kathrin Wörle         | Selima Sfar                         | 6:1, 6:3       |
| ↓ Kategorie: $100.000 ↓ |                       |                                     |                |
| 2009                    | Julia Görges          | Kazjaryna Dsehalewitsch             | 7:5, 6:0       |
| 2010                    | Julia Görges          | Sophie Ferguson                     | 6:2, 6:2       |
| 2011                    | Pauline Parmentier    | Patricia Mayr-Achleitner            | 1:6, 6:4, 6:4  |
| 2012                    | Romina Oprandi        | Mandy Minella                       | 7:5, 7:5       |
| 2013                    | Stephanie Vogt        | Anna Karolína Schmiedlová           | 1:6, 6:3, 6:2  |
| 2014                    | Kaia Kanepi           | Teliana Pereira                     | 6:2, 6:4       |
| 2015                    | Laura Siegemund       | Romina Oprandi                      | 7:5, 6:3       |
| 2016                    | Rebecca Šramková      | Martina Trevisan                    | 6:3, 4:6, 6:1  |
| ↓ Kategorie: $80.000 ↓  |                       |                                     |                |
| 2017                    | Mihaela Buzărnescu    | Patty Schnyder                      | 6:4, 6:3       |
| 2018                    | Tamara Korpatsch      | Timea Bacsinszky                    | 6:2, 7:5       |
| 2019                    | Wiktorija Tomowa      | Danka Kovinić                       | 6:2, 5:7, 7:5  |
| ↓ Kategorie: W60 ↓      |                       |                                     |                |
| 2020                    | abgesagt              | abgesagt                            | abgesagt       |
| 2021                    | Francesca Jones       | Oxana Selechmetjewa                 | 6:4, 7:64      |
| 2022                    | Mina Hodzic           | Lucie Nguyen Tan                    | 6:3, 6:3       |
| 2023                    | Fiona Ferro           | İpek Öz                             | 7:5, 6:3       |
| ↓ Kategorie: W100 ↓     |                       |                                     |                |
| 2024                    | Sara Saitō            | Margaux Rouvroy                     | 5:7, 6:3, 6:3  |
| 2025                    | Mayar Sherif          | Tiantsoa Sarah Rakotomanga Rajaonah | 7:5, 6:4       |

### Doppel
| Jahr                    | Siegerinnen                                           | Finalgegnerinnen                        | Ergebnis          |
| ----------------------- | ----------------------------------------------------- | --------------------------------------- | ----------------- |
| ↓ Kategorie: $25.000 ↓  |                                                       |                                         |                   |
| 2003                    | Lucie Ahl Selima Sfar                                 | Julija Bejhelsymer Hanna Saporoschanowa | 6:1, 6:1          |
| 2004                    | Marija Korytzewa Olena Tatarkowa                      | Aljona Bondarenko Walerija Bondarenko   | 7:5, 6:0          |
| 2005                    | Stéphanie Cohen-Aloro Selima Sfar                     | Timea Bacsinszky Aurélie Védy           | 6:2, 6:1          |
| 2006                    | Nina Brattschikowa Jaroslawa Schwedowa                | Klaudia Jans Alicja Rosolska            | 6:3, 6:2          |
| 2007                    | Jewgenija Rodina Jewhenija Sawranska                  | Jekaterina Iwanowa Iryna Kuryanovich    | 2:6, 6:1, 6:3     |
| 2008                    | Martina Müller Christina Wheeler                      | Jorgelina Cravero Betina Jozami         | 7:65, 3:6, [10:8] |
| ↓ Kategorie: $100.000 ↓ |                                                       |                                         |                   |
| 2009                    | Chan Yung-jan Anastassija Rodionowa                   | Oqgul Omonmurodova Darja Kustawa        | 3:6, 6:4, [10:7]  |
| 2010                    | Sharon Fichman Julia Görges                           | Lourdes Domínguez Lino Monica Niculescu | 7:5, 6:4          |
| 2011                    | Alexandra Panowa Urszula Radwańska                    | Erika Sema Roxane Vaisemberg            | 6:2, 6:1          |
| 2012                    | Séverine Beltrame Laura Thorpe                        | Lara Arruabarrena Vecino Mónica Puig    | 6:2, 6:3          |
| 2013                    | Julija Bejhelsymer Olha Sawtschuk                     | Wera Duschewina Ana Vrljić              | 2:6, 6:4, [10:8]  |
| 2014                    | Florencia Molinero Stephanie Vogt                     | Lourdes Domínguez Lino Teliana Pereira  | 6:2, 6:2          |
| 2015                    | Başak Eraydın Lidsija Marosawa                        | Réka-Luca Jani Stephanie Vogt           | 6:4, 6:4          |
| 2016                    | Irina Chromatschowa Maryna Zanevska                   | Cornelia Lister Nina Stojanović         | 4:6, 7:5, [10:8]  |
| ↓ Kategorie: $80.000 ↓  |                                                       |                                         |                   |
| 2017                    | Irina Maria Bara Mihaela Buzărnescu                   | Cristina Bucșa Isabelle Wallace         | 6:3, 6:1          |
| 2018                    | Irina Bara Walentina Iwachnenko                       | Ysaline Bonaventure Hélène Scholsen     | 6:4, 6:1          |
| 2019                    | Manon Arcangioli Kimberley Zimmermann                 | Victoria Rodríguez Ioana Loredana Roșca | 2:6, 6:3, [10:6]  |
| ↓ Kategorie: W60 ↓      |                                                       |                                         |                   |
| 2020                    | abgesagt                                              | abgesagt                                | abgesagt          |
| 2021                    | Oxana Selechmetjewa Daniela Vismane                   | Sarah Beth Grey Magali Kempen           | 6:3, 7:65         |
| 2022                    | Anna Danilina Walerija Strachowa                      | María Carlé Marija Timofejewa           | 2:6, 6:3, [14:12] |
| 2023                    | Weronika Falkowska Katarzyna Kawa                     | Conny Perrin Anna Sisková               | 7:62, 7:5         |
| ↓ Kategorie: W100 ↓     |                                                       |                                         |                   |
| 2024                    | Irina Bara Andreea Mitu                               | Estelle Cascino Carole Monnet           | 6:3, 3:6, [10:7]  |
| 2025                    | Irene Burillo Escorihuela María José Portillo Ramírez | Jessie Aney Justina Mikulskytė          | 4:6, 6:1, [10:5]  |

## Quelle
- ITF Homepage

2003 |
2004 |
2005 |
2006 |
2007 |
2008 |
2009 |
2010 |
2011 |
2012 |
2013 |
2014 |
2015 |
2016 |
2017 |
2018 |
2019 |
2020 |
2021 |
2022 |
2023 |
2024 |
2025